# مجوهرات التاج الملكي الإيراني

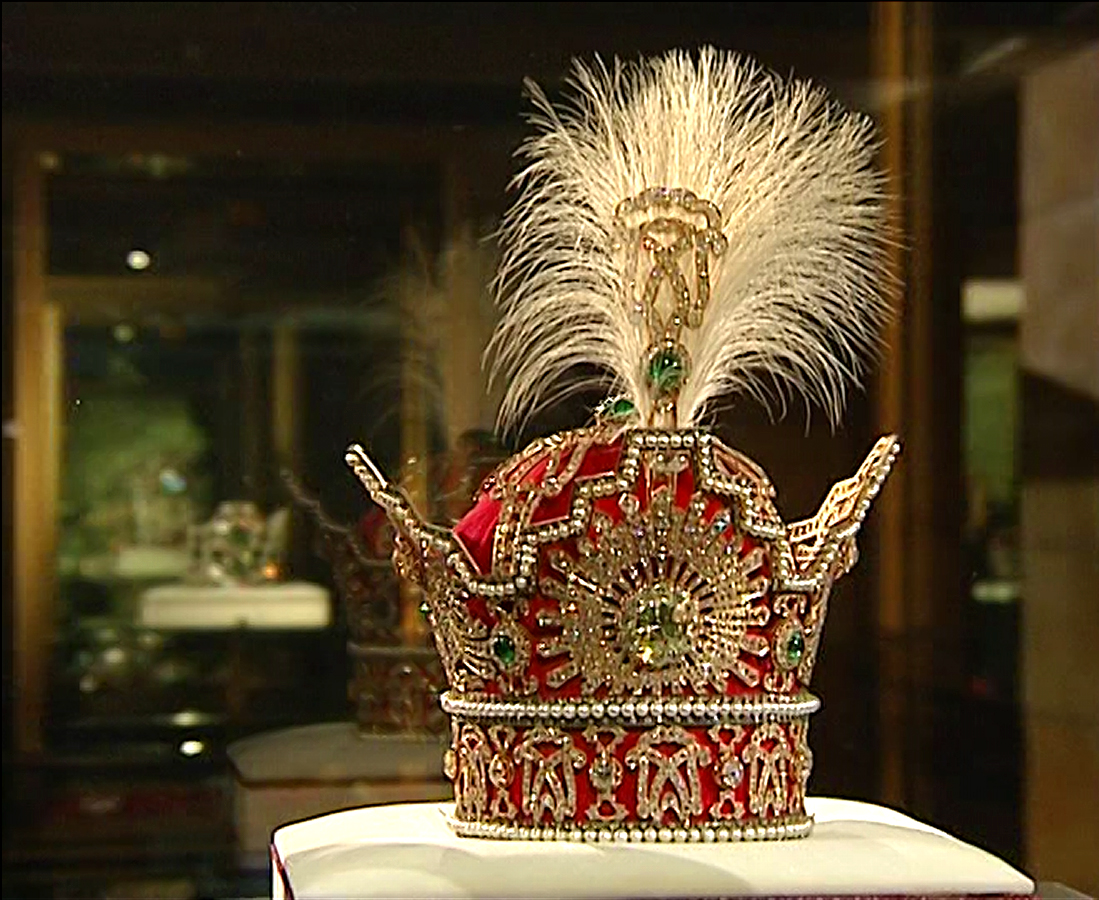
إكليل التتويج من الألماس الأصفر بزنة 60 قيراط والزمرد بزنة 100 قيراط والماس الأبيض والآلئ (تاج بهلوي)

مجوهرات التاج الملكي الإيراني أو جواهر التاج الملكية؛ تُعَدّ هذه المجموعة إحدى أكبر وأكثر المجموعات ترفاً بين جميع الحكومات الملكية الإيرانية. تم تجميعها على مدار القرون وخلال العصور المضطربة التي عاشتها السلالات الحاكمة في إيران. تتمتع المجموعة بقيمة كبيرة حيث أنها تشكل الآن ذخيرة تحفظ العملة الوطنية. وتحتوي على التيجان والأكاليل والشعارات الملكية الاحتفالية التي ارتداها الحكام بالإضافة إلى العروش المرصعة بالجواهر والسيوف والأحجار الكريمة النفيسة، وأبرزها ماسة بحر النور إحدى أكبر الماسات الوردية المقصوصة في العالم. وبذلك تُعَدّ إيران موطناً لبعض أكثر الجواهر روعة وجمالاً في العالم.

## أكثر القطع فخامة في المجموعة

### العالم (الكرة الأرضية)

التاج الملكي الإيراني

إن إحدى أكثر القطع شهرةً وتعقيداً في المجموعة هي كرة أرضية مرصعة بالجواهر تعود إلى سلالة القجر (1794-1925). تم تفويض صناعة هذه القطعة بأمر من ناصر الدين شاه، الذي حكم من 1848 حتى 1896م لمتابعة الأحجار الكريمة في الخزينة الملكية. هذه الكرة التي يبلغ قطرها 45 سم ووزنها مع القواعد الذهبية حدوداً (37/5 كيلوغرام) مصنوعة من أكثر من 51366 من الجواهر المختلفة يبلغ وزن هذه الجواهر حوالي (3656/4 كغم). تم استعمال الزمرد للبحار والمحيطات ويمثل الياقوت اليابسة، باستثناء إيران وبريطانيا وفرنسا وبعض أجزاء آسيا المبرزة بالألماس. إما أوروبا فمرصعة بالياقوت، أفريقيا مرصعة بالياقوت الأحمر والغامق، أمريكا الشمالية والجنوبية وأستراليا مرصعة بالياقوت والعقيق، وتم تحديد خط الاستواء بالألماس.

### سيف الإمبراطورية
سيف الإمبراطورية المعروف أيضاً بالسيف الشاهي، هو أحد أكثر القطع نفاسةً وقيمة تاريخية في المجموعة. تم تفويض السيف من قبل أمين السلطان وزير الداخلية والخزينة الذي خدم في البلاط الملكي في عهد أسرة قاجار. يبلغ قياس السيف 103 سم مع 3000 (زمردة وياقوتة وألماسة) على المقبض فقط. نحته ونفّذه صانع السيوف ميرزا علي ناغير عام 1306هـ (بالتقويم الهجري). تمّ تقديم السلاح المرصع كهدية لناصر الدين شاه من أمين السلطان بعد ست سنوات من الانتهاء منه. ومنذ ذلك الوقت، يُستَخدَم السيف في الاحتفالات الملكية. تمّ تقديم آخر شاه يحكم إيران، محمد رضا شاه بهلوي، مع السيف في حفل تتويجه عام 1967م حفاظاً على التقاليد الملكية.

### ماسة بحر النور

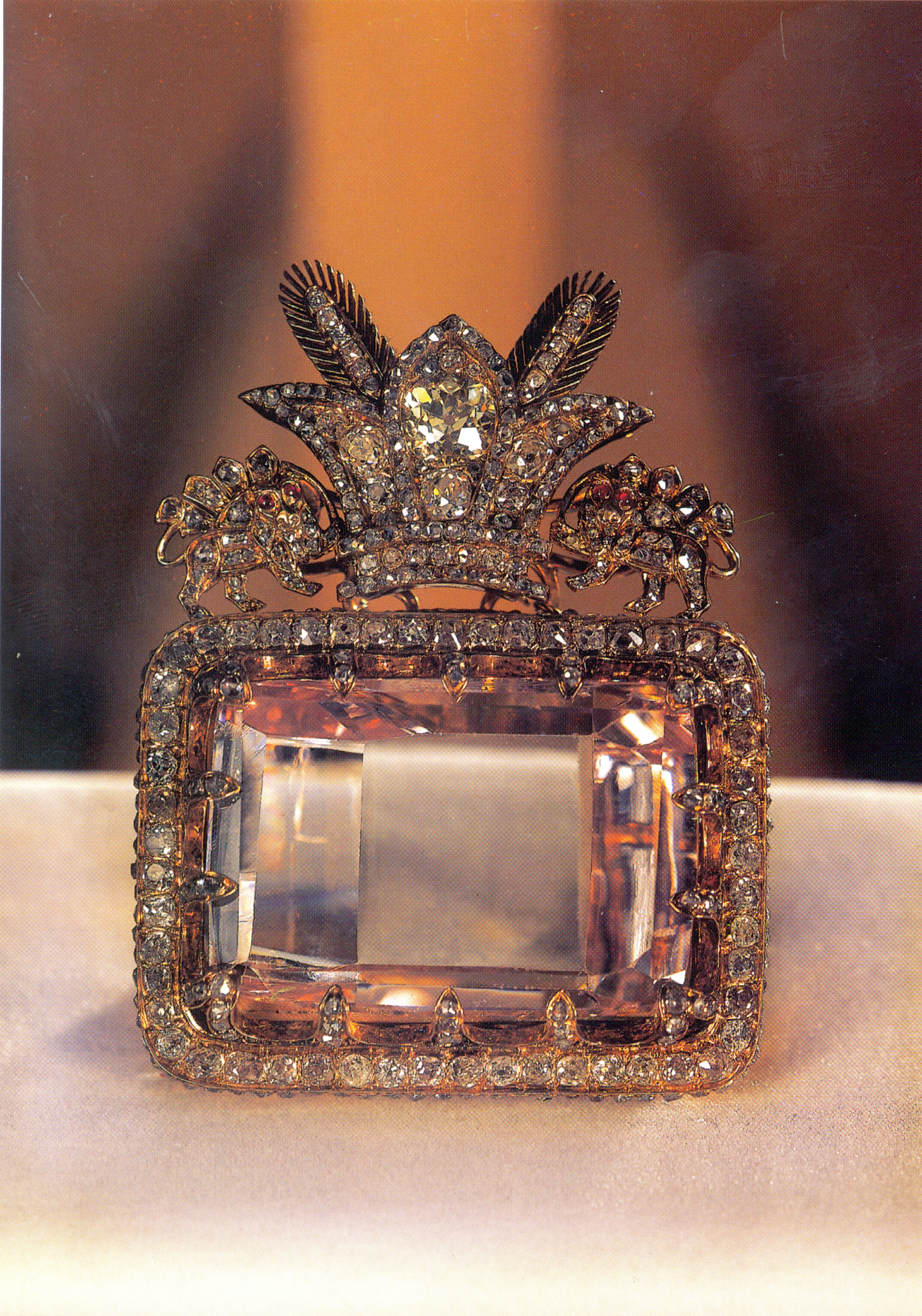
ماسة بحر النور، إحدى أكبر الماسات في العالم

هي إحدى أكبر الماسات الوردية في العالم كما وإنها أهم قطع جواهر التيجان الفارسية. تُعتبَر هذه الماسة ذات الـ 186 قيراط واللون الوردي الباهت المتموضعة على الإطار الدقيق من أفضل الأنواع من ناحية النقاء، مصقولة بشكل وردي مستدير. ويقال بأنه تم اكتشاف واستخراج هذه القطعة قبل 1000 سنة. ويعود تأريخ ماسة (بحر النور) إلى أيام حكم نادر شاه خلال فترة حكم أسرة أفشاريد (1763-1757) عندما جاء بها إلى إيران بعد غزو الإمبراطورية المغولية (في الهند). وبعد وفاته عام 1747، توارث أحفاده هذه الماسة حتى وصلت إلى شاروخ، وهو آخر شاه من سلالة أفشاريد. بعد نهاية حكم هذه السلالة على يد آغا محمد مؤسس سلالة القجر، انتقلت هذه الماسة إلى خلفه (حفيده فاث علي شاه) الذي نقش اسمه على أحد جوانبها. وبعد نهاية حكم سلالة القجر، بقيت هذه الماسة بعهدة حكام السلالة البهلوية (1925-1979)، وهي السلالة الإيرانية الأخيرة. وضِعَت ماسة بحر النور في وسط أحد المعاصم الملكية ولكن في فترة حكم ناصر الدين شاه عندما منع الاستفادة من المعاصم، وضِعَت في عَمامَة داخل إطار مرصع بالأسد والشمس وتاج مرصع بـ457 قطعة برليان صغير وممتاز و4 قطع ياقوت. تم صقل هذه الألماسة من جهتين على شكل هرم مثلث القاعدة، يبلغ طول قاعدته (4 سم) وعرضها (3 سم). سطوح هذه الألماسة صافية ومستوية ما عدا أحد سطوحها التي قام الملك فتح علي شاه بحفر عبارة (الملك فتح علي شاه صاحب القرآن 1244) عليها.

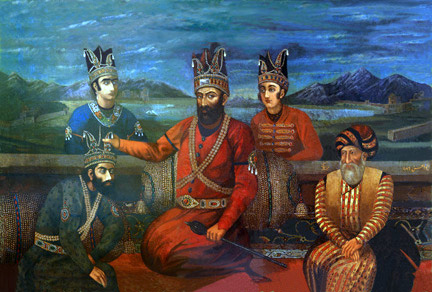
ماسة النور على تاج نادر شاه

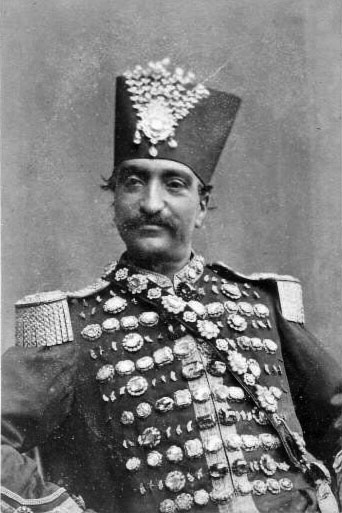
ماسة النور على تاج ناصر الدين شاه

## متحف جواهر التاج الإيراني في طهران

اسد و تاج

علم إيران قبل 1979 الثورة تاج و الاسد و شمس

هو من أشهر متاحف المجوهرات في العالم يحتوي على أكبر مجموعة من المجوهرات المعروضة المملوكة للدولة في العالم. وجُمِعَت هذه القِطع من قِبل النظام الملكي الإيراني منذ القرن الـ16، وانتقلت إلى مُلكيَة الدولة في عام 1937م. ويشمل مجموعة مذهلة من التيجان، والسيوف، والدروع المزينة بالمجوهرات، ولوحات مصنوعة من معادن ثمينة زُينت بالأحجار الكريمة. يُعتبَر متحف المجوهرات في العاصمة الإيرانية طهران من بين أهم الأماكن التي يتوافد عليها السياح الأجانب فهو يحكي فصلاً مهماً من تأريخ الملكية في إيران الذي يعود إلى أكثر من ألفين وخمسمائة عام. وقد تم تأسيس المتحف عام 1939م بعد نقل 21 صندوقاً مليئاً بالمجوهرات التي تعود إلى العهد الصفوي قبل أربعمئة عام من قصر «كلستان» الذي بناه أحد ملوك القاجاريين في طهران. ويضم المتحف ثمانية آلاف قطعة من المجوهرات التي تعود غالبيتها إلى ملوك الصفويين والقاجاريين، إلى جانب هدايا ملوك أوربا، ومنهم ملكة بريطانيا فكتوريا.

مملكة إيران ، التاج الذهبي بهلوي

## طالع ايضاً
| - ماسة بحر النور - تاج بهلوي - ماسة - ماسة الأمل - ماسة بلازا - المجوهرات - متحف إيران الوطني - سواروفسكي - كارتييه (مجوهرات) - قرط (مجوهرات) | - قائمة أنواع المجوهرات - قصر بهلوي - شركة لازوردي للمجوهرات - العقيق اليماني - كوهينور - خاتم خطوبة - عقيق - عقيق أبيض - عقيق أحمر |